# Doom (jogo eletrônico de 2016)
Doom (estilizado como DooM ou DOOM) é um jogo eletrônico de tiro em primeira pessoa desenvolvido pela id Software e publicado pela Bethesda Softworks. Foi lançado mundialmente em 13 de maio de 2016 para Microsoft Windows, PlayStation 4 e Xbox One. Uma versão para o Nintendo Switch foi lançada em 10 de novembro de 2017 e para o Google Stadia em agosto de 2020. 
É o quarto título principal da série Doom e o primeiro grande jogo da série lançado desde Doom 3 em 2004. A história acompanha um fuzileiro espacial enquanto luta contra forças demoníacas em uma colônia de Marte. A jogabilidade tem um ritmo rápido e envolve navegação de ambientes, combate com diferentes tipos de armas e a capacidade de realizar execuções especiais. Também estão presentes um modo multijogador e um editor de fases.
Doom foi originalmente anunciado em 2008 como Doom 4 e se passaria na Terra, porém enfrentou grandes problemas de desenvolvimento, versões consideradas de pouca qualidade e muito lineares. O projeto foi reiniciado do zero em 2011 e seu foco mudou para ser um reinício da franquia. A equipe se esforçou para poder criar uma jogabilidade que pudesse competir com franquias como Call of Duty e Battlefield, já que os jogadores mais jovens estavam pouco familiarizados com Doom. A id colocou pouca ênfase na história e em vez disso concentraram-se em criar fases "exageradas" e uma jogabilidade rápida. A trilha sonora foi composta por Mick Gordon, que procurou criar músicas que respeitassem o passado mas que fossem mais modernas.

## Recepção
Doom foi muito bem recebido ao finalmente ser lançado. Elogios foram dados para sua campanha um jogador, gráficos, trilha sonora e especialmente jogabilidade, com muitos críticos afirmando que o jogo recapturava o espírito dos primeiros jogos da série e dos títulos de tiro da década de 1990. O elemento multijogador atraiu o maior número de críticas, que foi considerado abaixo do alto nível estabelecido pela campanha solo. Ele teve bons números de vendas e ficou em segundo lugar nas tabelas dos mais vendidos nos Estados Unidos e Reino Unido ao estrear, também tendo vencido e sido indicado a diversos prêmios entregues por publicações da indústria. Uma sequência direta chamada Doom Eternal foi anunciada em 2018 e estreou em 2020.